# Chúa tể những chiếc nhẫn (loạt phim)
Chúa tể những chiếc nhẫn (tựa gốc tiếng Anh: The Lord of the Rings) là một loạt ba bộ phim phiêu lưu giả tưởng sử thi do Peter Jackson đạo diễn, dựa trên cuốn tiểu thuyết do J. R. R. Tolkien viết. Các bộ phim có phụ đề là Hiệp hội nhẫn thần (2001), Hai tòa tháp (2002) và Sự trở lại của nhà vua (2003). Được sản xuất và phân phối bởi New Line Cinema với sự đồng sản xuất của WingNut Films, loạt phim này là một liên doanh quốc tế giữa New Zealand và Hoa Kỳ. Loạt phim có sự góp mặt của một dàn diễn viên bao gồm Elijah Wood, Ian McKellen, Liv Tyler, Viggo Mortensen, Sean Astin, Cate Blanchett, John Rhys-Davies, Christopher Lee, Billy Boyd, Dominic Monaghan, Orlando Bloom, Hugo Weaving, Andy Serkis và Sean Bean.
Lấy bối cảnh thế giới hư cấu ở Trung Địa, phim theo chân anh chàng hobbit Frodo Baggins khi anh và Hiệp hội nhẫn thần bắt tay vào nhiệm vụ phá hủy One Ring, để đảm bảo sự hủy diệt của kẻ tạo ra nó, Chúa tể hắc ám Sauron. Hiệp hội nhẫn thần cuối cùng tách ra và Frodo tiếp tục nhiệm vụ cùng với người bạn đồng hành trung thành Sam và con Gollum phản bội. Trong khi đó, Aragorn, người thừa kế lưu vong ngai vàng của Gondor, cùng với Legolas, Gimli, Boromir, Merry, Pippin và phù thủy Gandalf, đoàn kết để cứu các Dân tộc Trung địa Tự do khỏi lực lượng của Sauron và tập hợp họ trong Cuộc chiến Chiếc nhẫn để hỗ trợ Frodo bằng cách đánh lạc hướng sự chú ý của Sauron.
Ba bộ phim được quay đồng thời và hoàn toàn tại quê hương New Zealand của Jackson từ ngày 11 tháng 10 năm 1999 cho đến ngày 22 tháng 12 năm 2000, với các cảnh quay được thực hiện từ năm 2001 đến năm 2004. Đây là một trong những dự án phim lớn nhất và tham vọng nhất từng được thực hiện, với kinh phí 281 triệu đô la. Bộ phim đầu tiên trong loạt phim được công chiếu tại Quảng trường Odeon Leicester ở London vào ngày 10 tháng 12 năm 2001; bộ phim thứ hai được công chiếu tại Rạp Ziegfeld ở Thành phố New York vào ngày 5 tháng 12 năm 2002; bộ phim thứ ba được công chiếu tại Rạp Đại sứ quán ở Wellington vào ngày 1 tháng 12 năm 2003. Một phiên bản mở rộng của mỗi bộ phim đã được phát hành dưới dạng băng đĩa một năm sau khi phát hành tại các rạp chiếu phim.
Chúa tể của những chiếc nhẫn được nhiều người đánh giá là một trong những loạt phim vĩ đại nhất và có ảnh hưởng nhất từng được thực hiện. Đây là một thành công lớn về mặt tài chính và là một trong những loạt phim có doanh thu cao nhất mọi thời đại với 2,991 tỷ USD doanh thu trên toàn thế giới. Cả ba bộ phim đều nhận được sự hoan nghênh rộng rãi từ các nhà phê bình và khán giả, những người ca ngợi diễn xuất, chỉ đạo, biên kịch, giá trị sản xuất, điểm số, tham vọng, chiều sâu cảm xúc, hiệu ứng đặc biệt đột phá và sự trung thành với nguồn tư liệu. Các bộ phim đã nhận được nhiều giải thưởng, giành được 17 trong tổng số 30 đề cử Giải Oscar, bao gồm cả Phim hay nhất cho Sự trở lại của nhà vua. Vào năm 2021, Hiệp hội nhẫn thần đã được Viện Lưu trữ phim Hoa Kỳ chọn để bảo quản trong Thư viện Quốc hội Hoa Kỳ vì "có ý nghĩa về mặt văn hóa, lịch sử hoặc thẩm mỹ".